# Pierre Nguyễn Văn Hùng
Pierre Nguyễn Văn Hùng (né en 1958) est un prêtre catholique vietnamien australien et militant des droits de l'homme à Taïwan, reconnu par le département d'État des États-Unis comme un « héros agissant pour mettre fin à l'esclavage des temps modernes »,,.

## Biographie
Avec ses cinq sœurs et ses deux frères Hùng a grandi en dehors de Saïgon, dans une famille appartenant à la petite bourgeoisie ; son père, chauffeur de taxi, est décédé après une longue maladie, ce qui a obligé sa mère, fervente catholique, qui avait des racines dans la moitié nord du pays, à devenir le principal soutien de famille. Dès son plus jeune âge Hùng lui-même a hérité la foi de sa mère et son dévouement à aider les moins fortunés ; admirateur de François d'Assise, il lui arrivait souvent de voler la nourriture de sa propre famille pour nourrir les pauvres. En 1979 il a quitté le Viêt Nam sur un boat-people surchargé ; recueilli après seulement 36 heures  par un navire battant pavillon norvégien, il a été conduit vers le Japon où il a rejoint la société missionnaire de Saint Colomban dès son arrivée. Il a vécu au Japon pendant trois ans, étudiant et faisant en même une foule de métiers pour gagner sa vie, y compris celui de cantonnier, d'ouvrier en aciérie, et de fossoyeur. Arrivé d'abord à Taïwan en 1988 comme missionnaire, il est allé ensuite à Sydney pour y étudier dans un séminaire. Il a été ordonné prêtre en 1991. L'année suivante, il est revenu à Taïwan.
Hùng a créé le Vietnamese Migrant Workers and Brides Office à Hsinchu en 2004 pour offrir de l'aide aux immigrants originaires du Viêt Nam à Taïwan. La station de radio américaine pour les Vietnamiens, Little Saigon Radio, et d'autres associations l'ont aidé à louer le premier étage d'un lycée ; deux pièces de soixante-dix pieds carrés offrent un espace pour dormir, tandis que deux autres sont utilisées comme bureaux. On y donne des cours de mandarin, un abri, des conseils et une assistance juridique.
Les femmes vietnamiennes arrivent à Taïwan en vue d'un mariage, pour être domestiques ou employées dans une usine. Souvent leur vie est négociée par l'intermédiaire de courtiers, véritables exploitants d'une main-d'œuvre destinée aux patrons. Elles sont exploitées et maltraitées. Elles sont toujours dans une situation précaire et donc facilement à contrôler. Cela fait partie de la problématique psychique de la société vietnamienne selon Hùng. Il ajoute : « Quand je viens leur parler pour leur donner des moyens de défendre leurs droits, je découvre une immense peur cachée ». Si elles choisissent de protester contre le sort qui leur est réservé, le gouvernement leur refuse le droit au travail jusqu'à ce que leur cause soit entendue. C'est pour cette raison que Hùng a ouvert son bureau. Dans les trois premières années, son équipe a aidé plus de deux mille femmes vietnamiennes à échapper à l'exploitation. Plus de sept mille travailleurs immigrants vietnamiens et leurs femmes vivent à Taïwan actuellement et beaucoup de vies ont été sauvées grâce à l'action du prêtre.
Hùng travaille dix-huit heures par jour pour défendre devant la justice le cas de nouvelles victimes. Il est l'un des rares chefs religieux à s'être prononcé contre ces horribles atrocités. Grâce à son amour et à son dévouement des milliers de femmes ont été sauvées d'une vie d'esclave. Même s'il est menacé, et souvent en danger, il continue son inlassable lutte pour les droits de l'homme : « J'essaie d'être prudent, mais si cela devait arriver je suis prêt [à mourir] ».
Ses rapports sur les abus contre les travailleurs étrangers et les femmes a conduit le département d'État américain à classer Taïwan comme une région de niveau 2, à côté de pays comme le Cambodge, en raison de l'insuffisance de ses efforts pour combattre le trafic des êtres humains, ce qui a causé un grand embarras au Gouvernement de l'île sur le plan international. Son travail a fait de lui une cible à Taïwan, on tente de l'intimider et il ne sort plus la nuit. Bien que personnellement il ait l'impression d'être reçu avec sympathie par le peuple taïwanais, il critique durement la structure de classe de la société, qui pousse les gens à traiter les travailleurs manuels et les domestiques comme des esclaves et à considérer comme justes toute une série d'abus à leur égard. En dehors de son travail, Hùng aime bien jouer de la guitare et s'adonner à la peinture chinoise. Sa mère vit à Sydney.